# Dicranomyia (Dicranomyia) brevivena
Dicranomyia (Dicranomyia) brevivena is een tweevleugelige uit de familie steltmuggen (Limoniidae). De soort komt voor in het Nearctisch gebied.